# Крохалёвская пещера
Крохалёвская пещера — карстовая пещера в Маслянинском районе Новосибирской области.

## Расположение
Расположена в 8 км от села Верх-Ики. Находится на возвышенном месте в междуречье рек Крохалёвки и Малой Крохалёвки. Относится к Салаирскому кряжу.

## Описание
Длина составляет приблизительно 100 м. Натёчные образования не обнаружены. Вход в пещеру имеет диаметр 0,5 м и находится на дне карстовой воронки. Диаметр хода на протяжении 8 м остаётся неизменным, а затем оканчивается гротом. В правой части данного грота имеется проход, ведущий в следующий грот размерами в 1,5 раза больше. Пол завален известняковыми глыбами. Между глыбами и стеной справа имеется почти вертикальный узкий ход, который ещё через 6 метров упирается в глыбовый завал.